# Плавання на літніх Олімпійських іграх 1900
На літніх Олімпійських іграх 1900 року в Парижі було проведено сім змагань з плавання. У змаганнях з плавання брали участь лише чоловіки. У змаганнях взяли участь 76 учасників з 12 країн.

## Медалі

### Таблиця медалей
Легенда
      Країна-лідер медального заліку
      Країна-господар (Франція)
| Місце            | Країна                |   |   |   | Усього |
| ---------------- | --------------------- | - | - | - | ------ |
| 1                | Велика Британія (GBR) | 2 | 0 | 1 | 3      |
| 2                | Австралія (AUS)       | 2 | 0 | 0 | 2      |
| 2                | Німеччина (GER)       | 2 | 0 | 0 | 2      |
| 4                | Франція (FRA)         | 1 | 2 | 2 | 5      |
| 5                | Австрія (AUT)         | 0 | 3 | 1 | 4      |
| 6                | Угорщина (HUN)        | 0 | 2 | 1 | 3      |
| 7                | Данія (DEN)           | 0 | 0 | 1 | 1      |
| 7                | Нідерланди (NED)      | 0 | 0 | 1 | 1      |
| Усього (8 країн) | Усього (8 країн)      | 7 | 7 | 7 | 21     |

### Чоловічи дисципліни
| Дисципліни            | Золото                                                                                       | Золото           | Срібло                                                                                     | Срібло           | Бронза                                                                  | Бронза             |
| --------------------- | -------------------------------------------------------------------------------------------- | ---------------- | ------------------------------------------------------------------------------------------ | ---------------- | ----------------------------------------------------------------------- | ------------------ |
| 200 м вільним стилем  | Фредерік Лейн (AUS)                                                                          | 2:25.2           | Золтан Халмаі (HUN)                                                                        | 2:31.4           | Карл Руберль (AUT)                                                      | 2:32.0             |
| 1000 м вільним стилем | Джон Артур Джарвіс (GBR)                                                                     | 13:40.2 OR       | Отто Вале (AUT)                                                                            | 14:43.6          | Золтан Халмаі (HUN)                                                     | 15:16.4            |
| 4000 м вільним стилем | Джон Артур Джарвіс (GBR)                                                                     | 58:24.0 OR       | Золтан Халмаі (HUN)                                                                        | 1:08:55.4        | Луі Мартен (FRA)                                                        | 1:13:08.4          |
| 200 м на спині        | Ернст Хоппенберг (GER)                                                                       | 2:47.0 OR        | Карл Руберль (AUT)                                                                         | 2:56.0           | Йоханнес Дрост (NED)                                                    | 3:01.0             |
| 200 м команди         | Німеччина (GER) Ернст Хоппенберг Макс Хайнле Ернст Люрсен Густав Лекс Герберт фон Петерсдорф | 32 бали          | Франція (FRA) Моріс Ошпьє Віктор Ошпьє Жозеф Бертран (спортсмен) Жюль Вербекке Віктор Каде | 51 бал           | Франція (FRA) Рене Тартара Луі Мартен Дезіре Марше Жорж Лейє Філіп Убан | 61 бал             |
| 200 м з перешкодами   | Фредерік Лейн (AUS)                                                                          | 2:38.4           | Отто Вале (AUT)                                                                            | 2:40.0           | Пітер Кемп (GBR)                                                        | 2:47.4             |
| Підводне плавання     | Шарль Девандвіль (FRA)                                                                       | 68.4 (60 метрів) | Андре Сікс (FRA)                                                                           | 65.4 (60 метрів) | Педер Люккеберг (DEN)                                                   | 90.0 (28,5 метрів) |

## Країни що брали участь
Загалом на Паризьких Іграх змагалися 76 плавців з 12 країн:
- Австралія (AUS) (1)
- Австрія (AUT) (4)
- Бельгія (BEL) (1)
- Велика Британія (GBR) (7)
- Данія (DEN) (1)
- Нідерланди (NED) (4)
- Німеччина (GER) (6)
- США (USA) (1)
- Угорщина (HUN) (1)
- Франція (FRA) (47)
- Швеція (SWE) (1)
- Італія (ITA) (2)